# Аукштайтское наречие

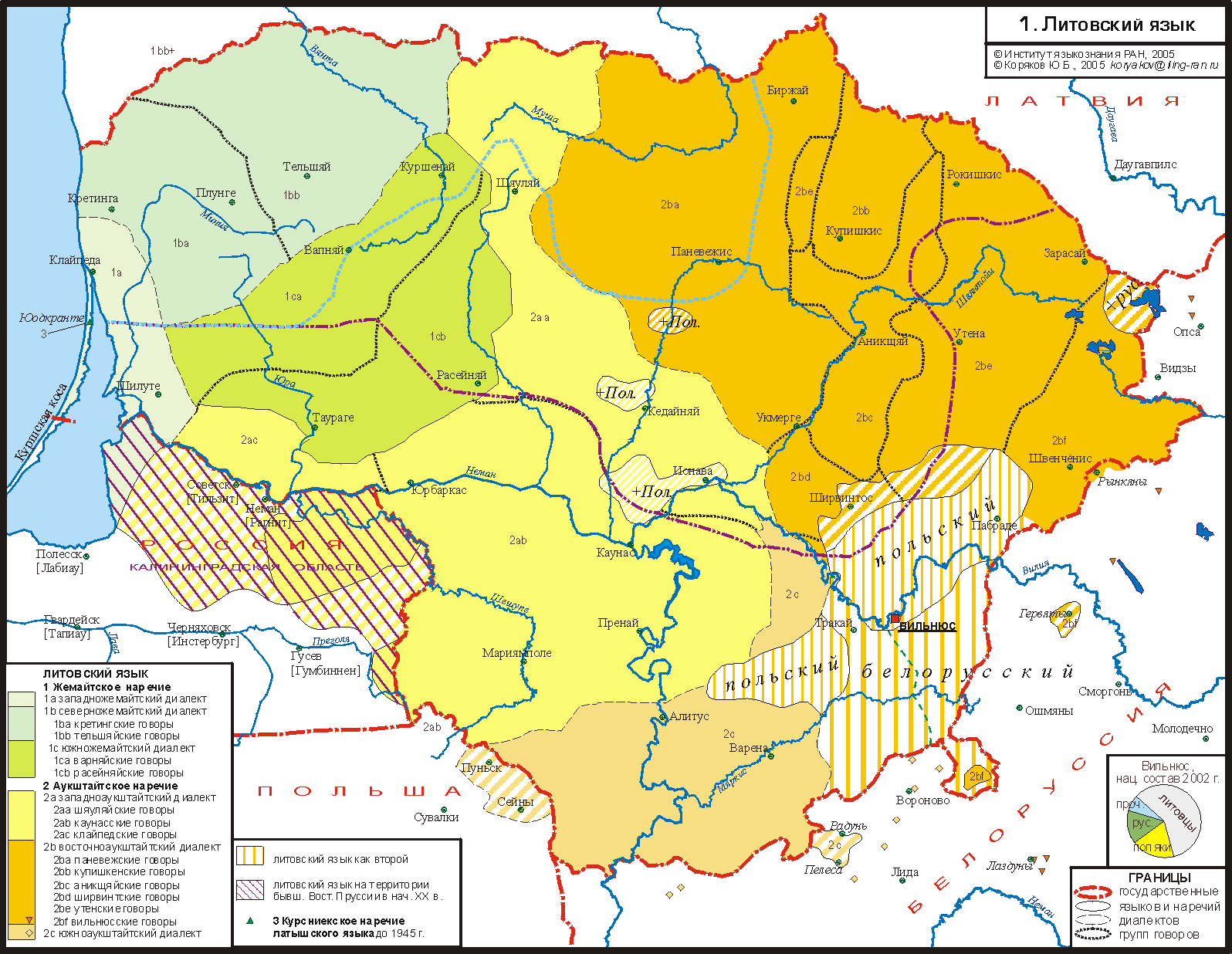
Ареал аукштайтского наречия на карте распространения литовского языка (по данным классификации 1964 года)

Аукшта́йтское наре́чие (также верхнелитовское наречие, собственно литовское наречие, верхнелитовские диалекты, аукштайтские диалекты; лит. aukštaičių tarmė, латыш. augštaišu izloksnes) — одно из двух основных диалектных объединений литовского языка. Распространено в центральных, южных и восточных районах Литвы, а также в некоторых приграничных с Литвой районах Латвии, Белоруссии, Польши и России (в Калининградской области). Противопоставлено жемайтскому (нижнелитовскому) наречию. Включает западноаукштайтский, восточноаукштайтский и южноаукштайтский диалекты.
Аукштайтское наречие лежит в основе современного литературного литовского языка — его базой являются каунасские говоры западноаукштайтского диалекта.
Черты говоров аукштайтского наречия на территории Литвы нередко имеют инновационный характер. Аукштайтские говоры за пределами Литвы зачастую сохраняют фонетические черты древнелитовской эпохи.

## Классификация
В основе классификации диалектов аукштайтского наречия лежат различия в развитии исконных сочетаний *an и *en.
В состав аукштайтского наречия включают следующие диалекты и группы говоров:
- западноаукштайтский диалект:
  - шяуляйские говоры;
  - каунасские говоры.
- восточноаукштайтский диалект:
  - паневежские говоры;
  - купишкисские говоры;
  - ширвинтские говоры;
  - аникщяйские говоры;
  - утенские говоры;
  - вильнюсские говоры.
- южноаукштайтский диалект.

Согласно более ранней классификации, в составе аукштайтского наречия выделяются западноаукштайтский, центральноаукштайтский, восточноаукштайтский и дзукский диалекты, границы которых не совпадают с границами диалектов классификации 1964 года.

## История
В аукштайтском ареале в дописьменную эпоху сформировались два интердиалекта, один — на территории Жемайтского княжества в его центральных и восточных районах (жемайтский интердиалект), другой — в пределах Великого княжества Литовского в Вильнюсском крае (аукштайтский интердиалект).
На территории аукштайтского наречия с XVI века формировался литовский литературный язык.
До начала XX века существовало несколько вариантов литовского языка: западный (прусский), средний и восточный. Западный, или прусский, вариант развивался в Восточной Пруссии на основе местных говоров с середины XVI века. В нормализации этой письменной формы значительную роль сыграли грамматики Д. Клейна («Grammatica Lituanica», 1653—1654 годы). Тексты на литовском языке писались в Восточной Пруссии вплоть до Второй мировой войны готическим шрифтом. Средний вариант формировался в XVI—XVII веках на основе жемайтского языка в области с центром в Кедайняе. На этой форме старолитовского языка писали М. Даукша и М. Петкявичюс. В основе другого варианта (восточного), развивавшегося в Великом княжестве Литовском, лежали говоры в Вильнюсского края. На этом варианте писали К. Ширвидас и Й. Якнавичюс.

## Область распространения
Ареал аукштайтского наречия размещён в центральных, восточных и южных районах Литвы в историко-этнографических областях Аукштайтии, Дзукии и Сувалкии. Аукштайтский ареал занимает территорию, расположенную к юго-востоку линии Вегеряй — Круопяй — Бубяй — Пакапе — Шилува — Расейняй — Ваджгирис — Эйчяй — Лауксаргяй — Юкнайчяй — Саусгалвяй, он в три раза больше жемайтского ареала, расположенного к северо-западу от этой линии.
Также говоры аукштайтского наречия распространены в некоторых районах на востоке Латвии, в северо-западных районах Белоруссии и в северо-восточных районах Польши — главным образом в приграничных с Литвой регионах.

## Диалектные особенности
К фонетическим особенностям аукштайтского наречия относят:
1. Наличие долгого гласного, сформировавшегося на месте сочетания /V + N/ в спряжениях глаголов на -inti, -enti: [g’i·v’e·t’i] (лит. литер. gyvénti [g’ī·v’ɛ́.n’t’i]) «жить»; [skõ·l’i·t’i] (лит. литер. skõlinti [skō̃l’in’t’i]) «одалживать».
2. Развитие кратких гласных [e] и [a] на месте дифтонгоидов /i͜e/ и /u͜o/ (/i͜e/ > [e], /u͜o/ > [a]): [p’en’e·l’is] (лит. литер. pienẽlis [p’i͜en’æ̅̃l’s]) «молочко»; [pad’ẽ·l’is] (лит. литер. puodẽlis [pu͜od’æ̅̃l’is]) «горшочек».
3. Нейтрализация оппозиций /a/ и /ɛ/, /ā/ и /ē/, /ai/ и /ɛi/ в позиции начала слова соответственно в [a], [ā] и [ai.]: [a·ž’eras] (лит. литер. ẽžeras [æ̅̃ž’eras]) «озеро»; [ai.t] (лит. литер. eĩti [eɪ̯̃.t’i) «идти».
4. Наличие долгого гласного [a·], немного отодвинутого назад или открытого [ɔ·] на месте /ō/ (из исконного *ā): [ža·d’is] (лит. литер. žõdis [žō̃d’is]) «слово». Наличие звука, пограничного между [e̯·] и [e·] на месте /æ̅/ (из исконного *ē): [t’e·vas] (лит. литер. tė́vas [t’ḗvas]) «отец».
5. Сокращение краткой гласной /a/ в конечном слоге: [v’i·rs] (лит. литер. výras [v’ī́vas]) «мужчина»; [dvárs] (лит. литер. dvãras [dvā̃ras]) «двор».
6. Распространение тенденции к удлинению гласных /u/ и /i/ в нисходящих слогах в дифтонгических сочетаниях гласной и сонорной: [t’i·ltas] (лит. литер. tìltas [t’ìltas]) «мост»; [kú·l’t’i] (лит. литер. kùlti [kùl’t’i]) «молотить». В некоторых случаях краткие гласные /u/ и /i/ под ударением удлиняются и приобретают восходящий акцент: [bũ·va] (лит. литер. bùvo [bùvō]) «был / были»; [m’ì.škas] (лит. литер. mìškas [m’ìškas]) «лес».
7. Нейтрализация оппозиции по долготе / краткости безударных гласных: [sun’ẽ·l’is] (лит. литер. sūnẽlis [sūn’æ̅̃l’is]) «сынок»; [g’iv’ẽ·n’imas] (лит. литер. gyvẽnimas [g’īv’æ̅̃n’imas]) «жизнь». При сокращении безударных гласных среднего подъёма /ē/ и /ō/ на их месте возникают краткие /ɛ/ и /ɔ/, в некоторых случаях приближающихся к /i/ и /u/: [sud’ẽ·l’is] или [sọd’ẽ·l’is] (лит. литер. sodẽlis [sōd’æ̅̃l’is]) «садик»;: [t’iv’ẽ·l’is] или [t’ẹv’ẽ·l’is] (лит. литер. tėvẽlis [t’ēv’æ̅̃l’is]) «папочка».